# Stazione di Camposampiero
Stazione di Camposampiero vasútállomás Olaszországban, Veneto régióban, Camposampiero településen.

## Vasútvonalak
Az állomást az alábbi vasútvonalak érintik:
- Padova-Bassano-vasútvonal
- Montebelluna-Camposampiero-vasútvonal
- Treviso-Ostiglia-vasútvonal

## Kapcsolódó állomások
A vasútállomáshoz az alábbi állomások vannak a legközelebb: 
- Stazione di San Giorgio delle Pertiche (Stazione di Padova, Padova-Bassano-vasútvonal)
- Stazione di Fratte Centro (Stazione di Bassano del Grappa, Padova-Bassano-vasútvonal)
- Stazione di Castelfranco Veneto (Stazione di Montebelluna, Montebelluna-Camposampiero-vasútvonal)